# Hell in a Cell 2015
Hell in a Cell 2015 è stata la settima edizione dell'omonimo evento in pay-per-view prodotto annualmente dalla WWE. L'evento si è svolto il 25 ottobre 2015 allo Staples Center di Los Angeles (California).

## Storyline
A WrestleMania XXX, Brock Lesnar ha sconfitto The Undertaker interrompendo la sua striscia d'imbattibilità a WrestleMania. 16 mesi più tardi, a SummerSlam, The Undertaker ha sconfitto Lesnar nel rematch. A Night of Champions è stato annunciato che Lesnar avrebbe affrontato The Undertaker ad Hell in a Cell in un Hell in a Cell match.
Il 19 luglio, a Battleground, Bray Wyatt ha sconfitto Roman Reigns dopo un'interferenza di Luke Harper. Il 23 agosto, a SummerSlam, Reigns e Dean Ambrose hanno sconfitto Wyatt e Harper. A Night of Champions Wyatt, Harper e Braun Strowman hanno sconfitto Reigns, Ambrose e Chris Jericho. Nella puntata di Raw del 21 settembre Randy Orton ha aiutato Reigns ed Ambrose a difendersi dall'attacco di Wyatt, Harper e Strowman. Nella puntata di SmackDown del 1º ottobre Reigns ha sfidato Wyatt in un Hell in a Cell match nell'omonimo evento, il quale ha accettato. Il 12 ottobre, a Raw, è stato annunciato che Ambrose e Orton avrebbero affrontato Harper e Strowman nel Kick-off di Hell in a Cell. La settimana successiva, a Raw, è stato annunciato che Orton ha subìto un infortunio e che il match è stato cancellato.
A Night of Champions Charlotte ha sconfitto Nikki Bella conquistando così il Divas Championship. Il 5 ottobre, è stato annunciato un rematch titolato tra le due per Hell in a Cell.
A Night of Champions, Kane è tornato dall'infortunio come "Demon Kane" e ha attaccato Seth Rollins dopo che quest'ultimo aveva mantenuto il WWE World Heavyweight Championship contro Sting. Il 3 ottobre, all'evento Live from Madison Square Garden, Demon Kane ha attaccato Rollins dopo che Rollins ha perso contro John Cena in uno Steel Cage match. Nella puntata di Raw del 5 ottobre Stephanie McMahon ha annunciato che Rollins avrebbe difeso il titolo contro Demon Kane ad Hell in a Cell, ma se Demon Kane avesse perso, Corporate Kane sarebbe stato rimosso dall'incarico di direttore delle operazioni.
A Night of Champions, Kevin Owens ha sconfitto Ryback per vincere l'Intercontinental Championship. Il 5 ottobre è stato annunciato che Owens avrebbe difeso il titolo in un rematch contro Ryback ad Hell in a Cell.
Il 20 settembre, a Night of Champions, i Dudley Boyz (Bubba Ray Dudley e D-Von Dudley) hanno sconfitto i WWE Tag Team Champions del New Day (Big E, Kofi Kingston e Xavier Woods) per squalifica ma questi ultimi hanno comunque mantenuto i titoli. Il 3 ottobre, all'evento Live from Madison Square Garden, i Dudley Boyz hanno nuovamente sconfitto il New Day per squalifica fallendo dunque il secondo assalto ai titoli di coppia. In seguito è stato annunciato un ulteriore match per il WWE Tag Team Championship tra i Dudley Boyz e il New Day per Hell in a Cell.
A Night of Champions, John Cena ha sconfitto il WWE World Heavyweight Champion Seth Rollins riconquistando così lo United States Championship. All'evento Live from Madison Square Garden, Cena ha difeso con successo il titolo contro lo stesso Rollins in uno Steel Cage match. In seguito è stato annunciato che Cena difenderà lo United States Championship a Hell in a Cell in una open challenge.

## Risultati
| #       | Match                                                                | Stipulazioni                                           | Durata |
| ------- | -------------------------------------------------------------------- | ------------------------------------------------------ | ------ |
| Kickoff | Cesaro, Dolph Ziggler e Neville hanno sconfitto la League of Nations | Six-man tag team match                                 | 11:30  |
| 1       | Alberto Del Rio (con Zeb Colter) ha sconfitto John Cena (c)          | Single match per il WWE United States Championship     | 07:48  |
| 2       | Roman Reigns ha sconfitto Bray Wyatt                                 | Hell in a Cell match                                   | 23:03  |
| 3       | Il New Day (c) ha sconfitto i Dudley Boyz                            | Tag team match per il WWE Tag Team Championship        | 08:24  |
| 4       | Charlotte (c) ha sconfitto Nikki Bella per sottomissione             | Single match per il WWE Divas Championship             | 10:39  |
| 5       | Seth Rollins (c) ha sconfitto Kane                                   | Single match per il WWE World Heavyweight Championship | 14:35  |
| 6       | Kevin Owens (c) ha sconfitto Ryback                                  | Single match per il WWE Intercontinental Championship  | 05:35  |
| 7       | Brock Lesnar (con Paul Heyman) ha sconfitto The Undertaker           | Hell in a Cell match                                   | 18:10  |